# Wilhelm Keppler
Wilhelm Keppler, född den 14 december 1882 i Heidelberg, död den 13 juni 1960 i Friedrichshafen, var en tysk ingenjör och kemiföretagare. I januari 1933 var Keppler en av de företagare som stödde Adolf Hitler som ny rikskansler. Under andra världskriget var Keppler statssekreterare vid Auswärtiges Amt och skötte administrationen av de företag i Polen och Sovjetunionen som SS konfiskerat. År 1942 erhöll Keppler honorärgraden Obergruppenführer i SS. Han dömdes till 10 års fängelse vid Ministerierättegången 1949, men frigavs redan 1951.